# Edmond Blampied
Edmond Blampied (en anglais : Edmund Blampied, en jersiais : Edmond Bliampid), né le 30 mars 1886 dans la paroisse de Saint-Martin sur l'île de Jersey et mort le 26 août 1966  dans la paroisse de Saint-Aubin à Jersey, est un lithographe, caricaturiste, dessinateur, illustrateur de livres, aquarelliste, peintre et sculpteur et graveur. Il est l'un des artistes les plus éminents des îles Anglo-Normandes. Il est connu pour son travail à la pointe sèche qu'il utilisa pour le procédé de gravure en taille-douce. Il réalisa notamment une série de timbres pour la poste de Jersey. Il était membre de la Royal Society of British Artists.

## Biographie

### Formation
Edmond Blampied naquit le 30 mars 1886, cinq jours seulement après la mort de son père, Jean Blampied. Il était le dernier de quatre garçons et a été élevé par sa mère, Elizabeth, une couturière et commerçante vivant dans la paroisse de La Trinité à Jersey. Sa première langue fut le jersiais, langue maternelle qu'il pratiquait avec sa famille et ses amis. Il a terminé l'école paroissiale à l'âge de 14 ans, puis alla travailler dans le bureau de l'architecte de la ville de Saint-Hélier, la capitale de l'île. Certains de ses croquis à l'encre furent remarqués lors d'un salon de l'agriculture en mai 1902, notamment par Marie Joséphine Klintz, qui dirigeait une école d'art privée locale. Il n'avait encore reçu aucune formation initiale formelle dans l'art avant l'âge de 16 ans. Marie Joséphine Klintz les lui donna au jeune Blampied et l'initia à l'aquarelle. Ses caricatures d'hommes politiques tels que le connétable (maire) de Saint-Hélier, Philippe Baudains, au cours d'une élection locale, attira l'attention d'un homme d'affaires nommé James Nicolle Saumerez qui lui proposa de le parrainer à l'école des beaux-arts de Londres, à condition qu'il essayât d'obtenir une bourse.
En janvier 1903, âgé de 16 ans et sachant à peine parler l'anglais, Blampied quitte Jersey pour aller étudier à l'école d'art de Lambeth, à Londres.

### Carrière artistique
En mai 1904, après avoir conquis ses maîtres par la présentation de plusieurs dessins, Edmond Blampied obtint une bourse d'études du London County Council (LCC) pour poursuivre ses études dans n'importe quelle école d'art du LCC pour une période de deux ans. La même année, le directeur de son école d'art le fit travailler à temps partiel dans le journal national, le Daily Chronicle, qui lui permit de gagner un peu d'argent supplémentaire. Ses premières illustrations y furent publiées le 13 janvier 1905.
En septembre 1905, Edmond Blampied passa de l'École d'Art de Lambeth à l'École de photo-gravure et lithographie de Bolt Court, pour la dernière année de sa bourse. Il y devint ami avec son condisciple Salomon van Abbé.
Ce n'est qu'en 1909 qu'il commença à réaliser des gravures sur le zinc et à la pointe-sèche sur le cuivre. Il continua ses travaux d'aquarelliste, de représentation de silhouettes et de la sculpture sur bronze.
À la fin de 1911, alors qu'il développait ses compétences en tant que graveur, Blampied décida de tenter sa chance en tant qu'artiste indépendant avec son propre studio. Le développement rapide dans l'impression couleur et celui de la publicité de l'époque furent la base d'une création artistique commerciale dans l'édition, notamment chez les éditeurs de magazines à Londres. Sa première illustration fut celle qui illustra une partition de musique intitulée Glamour Valse. Il travailla comme illustrateur dans de nombreux magazines anglais jusqu'en 1939, dont The Sphere.
Le 5 août 1914, Edmond Blampied épousa Marianne van Abbé (née à Amsterdam le 27 août 1887 et morte à Jersey le 11 mai 1986) qui était la sœur des artistes Joseph et Salomon van Abbé. Ils n'eurent pas d'enfants. Marianne fut son agent pendant plusieurs années avant de se marier, et continua à le faire après.
En 1916, il fut mobilisé en raison de la Première Guerre mondiale, et bien qu'il ait été réformé en 1917, il devint membre de la milice royale de Jersey.
Blampied s'installe à nouveau à Londres en septembre 1919 après son retour de Jersey, et ses eaux-fortes sont reconnues par la Royal Society of Painter-Etchers and Engravers, qui l'élisent comme membre associé (« ARE ») en mars 1920, en même temps que la graveuse sur bois Gwen Raverat.
En 1920, il suivit des cours du soir au Central Saint Martins College of Art and Design de Londres.
En 1925, il exposa à l'Exposition internationale des Arts décoratifs et industriels modernes de Paris, où il reçut la médaille d'or dans le cadre de l'exposition sur l'Art déco.
En 1926, il visita le Sud de la France, puis l'Afrique du Nord.
Avec la Crise de 1929, le marché de l'art s'est effondré. Edmond Blampied s'orienta vers la caricature. En 1931, il organisa une exposition appelée le « Blampied's Nonsense Show » (Exposition absurde de Blampied). Edmond Blampied révéla son amour de l'humour absurde et édita son seul livre, intitulé La Truite en bouteille et Polo. Il publia plus d'une trentaine de lithographies humoristiques.
En 1933, après avoir illustré une nouvelle édition de Voyage avec un âne dans les Cévennes de Robert Louis Stevenson, Blampied retourna travailler pour des magazines et pour une série hebdomadaire d'illustrations de la vie britannique, œuvres réalisées à l'encre et au sépia.
En 1939, il illustra une édition de Peter Pan.

### Retour à Jersey

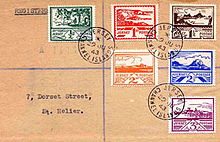
Timbres-poste réalisés par E. Blampied.

En 1940, peu avant le début de la Seconde Guerre mondiale, Edmond et sa femme s'installèrent à Jersey. Le manque de devises à Jersey conduisirent les autorités d'occupation allemande à lui faire concevoir des billets de banque pour les États de Jersey en coupures de 6 pence, 1 shilling, 2 shillings, 10 shillings et 1 livre, qui furent émises en avril 1942. Un an plus tard, il fut sollicité pour réaliser six nouveaux timbres-poste pour l'île de Jersey sur lesquels, comme un signe de résistance, il incorpora habilement les initiales « GR » (George Roi) dans le timbre de trois pence pour afficher la fidélité au roi George VI.
Après la Seconde Guerre mondiale, Edmont Blampied ne retourna plus en Angleterre. Il continua à travailler les huiles et les aquarelles, sauf pour une série d'une douzaine de silhouettes qu'il publia en 1950 et quelques eaux-fortes en 1958, dont l'une fut exposée à la Royal Academy. En 1948, il conçut un nouveau timbre-poste pour célébrer le troisième anniversaire de la libération de Jersey, puis le premier timbre régional de Jersey, édité en 1964.

### Défenseur du jersiais
Edmond Bompied mourut le 26 août 1966 à Jersey après avoir publié plus de 600 illustrations entre 1905 et 1939. Outre son travail dans les arts visuels, il composa également pour lui-même et ses amis des poèmes en langue jersiaise en signant sous son nom de plume « Un Tout-à-Travers ». En 1933, La Chronique de Jersey, un journal de Jersey en langue française, réalisa un recueil de poèmes illustrés par Blampied lui-même, mais ce recueil ne fut pas publié. En 1938, deux de ses poèmes furent mis en saynètes lors du festival de Eisteddfod de Jersey. En 1944, il écrivit une chanson de résistance intitulée La chanson d'Hitleur avec des illustrations fournies pour deux poèmes écrits par Winter Le Brocq.